# Haus Hinter dem Rathaus 3
Das Haus Hinter dem Rathaus 3 in Wismar-Altstadt in der Fußgängerstraße Hinter dem Rathaus ist ein barockisierendes Giebelhaus. Hier ist heute das Restaurant Zum Weinberg, ein Bacchuskeller und ein Weinmuseum.
Das Gebäude steht unter Denkmalschutz.

## Geschichte

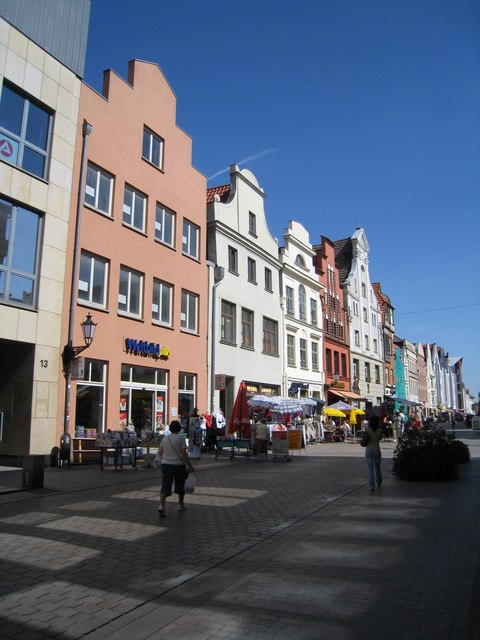
Giebelhäuser der Straße

Das viergeschossige barocke Wohn- und Geschäftshaus Zum Weinberg ist ein Giebelhaus mit Volutengiebel, zwei markanten Pilastern und darüber ein klassisches Giebeldreieck, der rückwärtigen Fachwerkfassade, einem mittelalterlichen Keller und drei späteren Kemladen mit Fachwerkfassaden. Bedeutsam ist die reich bemalte Dielendecke der hohen zweigeschossigen Renaissancediele mit einer Galerie.
Das „Gretchenzimmer“, wurde nach der damaligen Wirtstochter Gretchen benannt, die hier 1806 zeitweise einen französischen Offizier versteckte, der später im Krieg fiel.
Von 1822 bis 1941 war das Haus im Besitz der Weingroßhändlerfamilie Michaelis. Gustav Michaelis führte nach 1900 die Weinhandlung und war 1919/20 für die liberale DDP im Landtag von Mecklenburg-Schwerin. Sein Bruder Johann Michaelis war nur bis 1912 im Geschäft, wurde dann Bankier und war von 1919 bis 1933 für die nationalliberale DVP auch Landtagsabgeordneter. Die Erben vermachten das Haus 1941 der Stadt Wismar mit der Auflage: „Das Wohnhaus soll […] musealen Zwecken dienen. Die Diele ist in dem Zustand zu erhalten, in dem sie sich bei meinem Ableben befindet“. Nach 1945 fanden bei Sanierungen Überformungen am Haus statt.
Es wurde nach Planungen von 2002 ab 2009 bis 2014 erneut saniert u. a. mit Mitteln des Investitionsprogramms Nationale UNESCO Welterbestätten (je 45 % vom Bund und Land, 10 % von der Stadt). Dabei wurde der Kellerboden abgesenkt, um eine ausreichende Geschosshöhe für Nebenräume und eine Weinstube zu erreichen. Das zweite Ober- und das Dachgeschoss mit dem sichtbaren Dachstuhl werden nicht genutzt.
Heute befindet sich hier ein Restaurant mit einem Küchenneubau. Im Obergeschoss ist ein Museum zur Weingeschichte von Wismar.